# Franz Konrad Macké

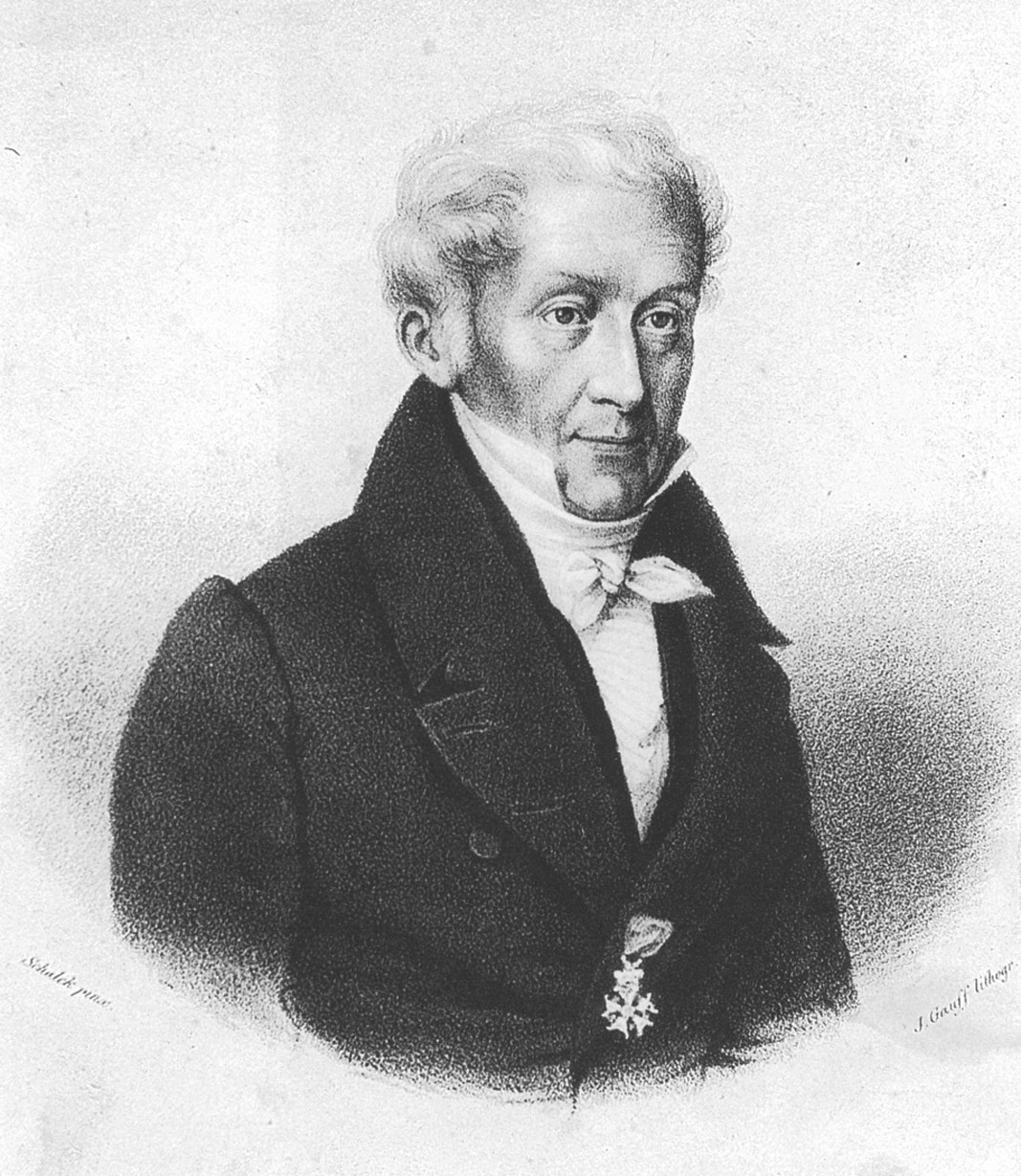
Franz Konrad Macké (1756–1844), Maire und Bürgermeister von Mainz (Lithographie von Gauff)

Franz Konrad Macké (* 2. Juli 1756 in Krautheim an der Jagst; † 17. März 1844 in Mainz) war in der französischen Zeit der erste gewählte Maire (Bürgermeister) in Mayence, dem französischen Mainz. Während der späteren Zugehörigkeit der Stadt zum Großherzogtum Hessen-Darmstadt wurde er nochmals in das Amt des Bürgermeisters gewählt. Macké war ein sehr populärer Politiker in Mainz und prägte die Stadt in ihrer wechselvollen Geschichte zum Ende des 18. und Beginn des 19. Jahrhunderts.

## Leben und Werdegang vor der Französischen Revolution
Franz Konrad Macke (wie sich Macké bis 1792 schrieb) wurde 1756 im kurmainzischen Krautheim an der Jagst als eines von zehn Kindern des örtlichen Amtsschreibers Macke geboren. Dem ersten Unterricht im Familienkreis folgte eine weitere Erziehung durch die Dominikaner in Mergentheim an der Tauber und den Jesuiten in Mainz. Er studierte in Würzburg und in Mainz Jura und wurde 1777 zum Stellvertreter seines erkrankten Vaters ernannt. 1782 in Familienangelegenheiten in Mainz tätig, lernte er dort hohe Würdenträger des kurfürstlichen Hofes kennen. Offenbar aufgrund deren Protektion ging er in den kurmainzischen Staatsdienst und war bereits  1782 mit nur 26 Jahren als Mainzer Polizeikommissar dem Vizedomamt (Kurfürstliche Selbstverwaltung der Stadt) unterstellt. In diesem Amt war er zuständig für einen der beiden Polizeibezirke des kurfürstlichen Gebietes. Zu seinen Aufgabenbereichen gehörte die Überwachung der Öffentlichen Sicherheit und Sittlichkeit, der Verkauf von Lebensmitteln sowie die Bürgerannahmen. Während dieser Zeit in Mainz heiratete er Wilhelmine Betz aus Bingen, die bereits 1804 starb.
Macke öffnete sich den Ideen der Aufklärung und war unter dem Ordensnamen Johann Reuchlin Mitglied des bis 1785 bestehenden Illuminatenordens. Die Ideale des Ordens von Freiheit und Gleichheit vertrat er ab 1791/92 in einem privaten Zirkel, der nun schon konkreter mit den Ideen der französischen Revolution sympathisierte.

## Macké und die erste französische Besetzung von Mainz (1792/93)
Als die französischen Revolutionstruppen im Rahmen des Ersten Koalitionskrieges am 21. Oktober 1792 in Mainz einzogen, war Franz Konrad Macke kurfürstlicher Polizeikommissar. Aus seiner frankophilen Haltung machte er kein Hehl und zeigte dies in der damals sehr beliebten Hinzufügung eines Akzentes (accent aigu) an seinem Nachnamen, der diesen französisch aussehen und klingen ließ. Kurz nach Gründung des Mainzer Jakobinerklubs am 23. Oktober 1792 wurde er Mitglied und galt schnell als gemäßigter Jakobiner. Da Macké als Polizeikommissar in Mainz beliebt und respektiert war, vertrauten viele bis dahin zögernde Bürger seiner politischen Überzeugung und tolerierten zumindest die neuen politischen Gegebenheiten.
Macké begann schnell, eine immer bedeutendere politische Rolle im französisch besetzten Mainz und in der Mainzer Republik zu spielen. Im November 1792 wurde er von General Adam Philippe Custine zum Gemeindeprokurator ernannt. In der seit dem 19. November 1792 amtierenden Munizipalität vertrat er den ersten Maire von Mainz, den Juristen Franz Joseph Ratzen. Bei der ersten demokratischen Wahl am 24. Februar 1793, die allerdings nur 8 % Wahlbeteiligung aufweisen konnte, wurde Franz Konrad Macké schließlich zum Maire (Bürgermeister) von Mainz gewählt, ein Amt, welches er am 3. März 1793 antrat

## Maire von Mayence (Februar–Juli 1793/1800–1814)

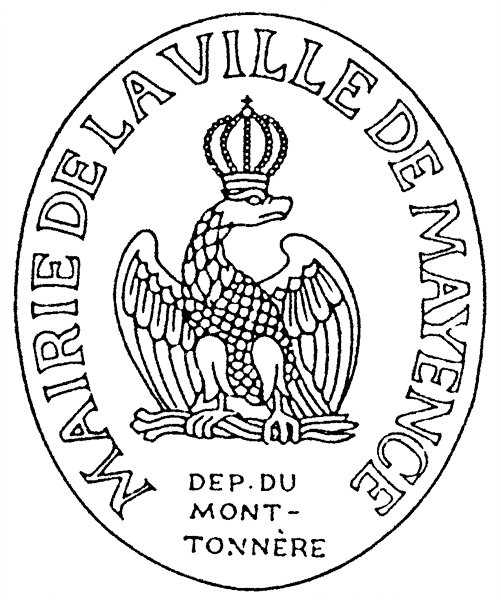
Siegel der Mairie Mayence, 1805–1811

Von Napoleon am 13. Juni 1811 verliehenes Stadtwappen von Mainz

Die geringe Wahlbeteiligung war das Ergebnis vieler negativer Begleitumstände dieser eigentlich ersten als demokratisch zu bezeichnenden Wahl auf deutschem Boden. So gab es Repressalien der französischen Besatzungsmacht gegenüber den Mainzer Zünften, welche die stärksten Gegner der neuen politischen Verhältnisse waren und einen Wahlboykott organisierten. Dies führte sogar zum Verbot der Zünfte während der noch laufenden Wahl. Des Weiteren kam es zu Ausweisungen politisch missliebiger Mainzer Bürger und Geistlicher auf rechtsrheinisches Gebiet im Vorfeld der Wahlen. Letztendlich kam noch ein von Custine persönlich befohlener Eidzwang vor der Wahl hinzu: Die wahlberechtigten Mainzer sollten vor der Stimmabgabe öffentlich auf Volkssouveränität und „Freiheit und Gleichheit“ schwören. Dies schien allerdings vielen Mainzer in dieser politisch instabilen Zeit nicht mehr akzeptabel. Von 4626 wahlberechtigten Männern wählten lediglich 372, selbst die aktiven Jakobiner gingen mehrheitlich nicht zur Wahl.
Trotz dieser Wahlumstände und des Boykotts der Wahl war Franz Konrad Macké damit der erste in einer freien Wahl gewählte Bürgermeister von Mainz. Als Maire der nunmehr Mayence heißenden Stadt stand Macké der als Munizipalität bezeichneten Stadtverwaltung vor. Sein Stellvertreter wurde der Amtsakzessist (Anwärter auf den Gerichts- und Verwaltungsdienst) Wassmann, im ebenfalls gewählten Gemeinderat dominierten in Mainz ansässige Beamte und Kaufleute.
Lange war Macké allerdings nicht im Amt. Bereits am 14. April 1793 wurde die Stadt von deutschen Truppen eingeschlossen. Auf die dadurch immer kritischer werdende Stimmung in der Mainzer Bürgerschaft reagierte die französische Besatzungsmacht mit harten Maßnahmen. So wurde unter anderem am 13. Juli die Munizipalität abgesetzt. Die Stadt selbst wurde am 23. Juli 1793 nach der Kapitulation der französischen Truppen eingenommen. Macké wurde, wie andere „aktive Klubisten“, sofort angeklagt und wegen Hochverrates zu 14 Monaten Kerkerhaft verurteilt. Inhaftiert wurde er in Königstein im Taunus. Im September 1794 wird Macké aus der Haft entlassen, darf aber erst Ende 1796 nach Mainz zurückkehren. Seine Beliebtheit bei allen Schichten der Mainzer Bevölkerung lässt sich aus Bittschriften der Mainzer Bevölkerung und Teilen des Klerus an den Kurfürsten während seiner Inhaftierung erkennen.
1797 unternahmen die Franzosen einen erneuten Vorstoß zum Rhein, besetzten wieder Mainz und hielten die Stadt diesmal bis 1814. Franz Konrad Macké war nach wie vor ein überzeugter, aber gemäßigter Unterstützer der Franzosen und im Volk sehr beliebt. Die 1798 zurückkehrenden „Patrioten“ (die nach 1793 nach Frankreich ausgewiesenen Klubisten aus Mainz) hielt er von Racheaktionen gegen Teile der Mainzer Bevölkerung ab. Auch wurde er sofort wieder politisch aktiv. Er votierte im April 1798 zusammen mit anderen überzeugten Anhängern öffentlich in einer „Reunionsadresse“ für den Zusammenschluss mit Frankreich. Für kurze Zeit wurde er im Februar 1798 zum Präsidenten des Kammergerichtes berufen. Das auch als „Peinliches Gericht“ bezeichnete Gericht war für Kapitalverbrechen zuständig. Kurz nach seiner Machtübernahme 1799 schuf Napoléon Bonaparte im September 1800 in ganz Frankreich neue Verwaltungsstrukturen. Große Teile des späteren Rheinhessens und Teile der Pfalz wurden im neuen französischen Département du Mont-Tonnerre zusammengefasst. Mayence wurde zur Hauptstadt dieses Verwaltungsbezirks und Sitz des Präfekten.
Auch die Stadtverwaltung war von der Verwaltungsreform betroffen. Die Munizipalität wurde durch die Mairie (Bürgermeisterei) ersetzt. Auch hier stand nun, wie bei den Départements, mit dem Maire eine Person an der Spitze der Administration. Franz Konrad Macké wurde am 25. November 1800 vom Ersten Konsul Napoléon zum Maire de Mayence ernannt. Er hatte damit trotz des zentralistisch ausgelegten Verwaltungssystems der Französischen Administration eine starke Position, da nun ihm alleine die Stadtverwaltung unterstand.
Als Maire von Mainz war Macké die rechte Hand des im Auftrag des französischen Staates stehenden Präfekten Jeanbon St. André. Beide arbeiteten gut zusammen und St. André konnte sich bei der Ausführung seiner politischen Vorgaben und Pläne auf seinen Maire verlassen. Beide waren zu Beginn der Revolution überzeugte, aber doch eher gemäßigte Jakobiner. Beide gingen bei ihrer politischen Tätigkeit mit einem gewissen Pragmatismus vor, der sich auch auf das Wohlergehen der ihnen anvertrauten Bevölkerung erstreckte. Diese gleiche politische Weltanschauung führte auch dazu, dass Macké und St. André die politischen Veränderungen in der nachrevolutionären Zeit problemlos akzeptierten und Napoléon gegenüber äußerst loyal waren.
Macké selbst war ein zwar kleiner, aber wichtiger und nach wie vor überzeugter Teil des Napoleonischen Herrschaftssystems geworden. Napoléon ernannte ihn zum Ritter der französischen Ehrenlegion und Franz Konrad Macké gehörte selbstverständlich zur neuen bürgerlichen Elite, den „Citoyens notables“, der Notabelngesellschaft. Ihr gehörten auch bürgerliche Kaufleute und vermögende Handwerker an und sie ersetzte die aus kurfürstlicher Zeit stammende Adelsschicht. Macké reiste im August 1802 als offizieller Vertreter der Stadt zur Vereidigung Napoléons zum Konsul auf Lebenszeit, und auch der Kaiserkrönung in Notre-Dame de Paris am 2. Dezember 1804 wohnte er bei. Dabei bemühte er sich immer, die Vorgaben seines Präfekten und der Administration in Paris mit lokalpatriotischen Interessen zu verknüpfen. Auch sein Bemühen um Bürgernähe und um Konsens der Bevölkerungsgruppen wurde positiv vermerkt. Behutsam beseitigte Macké im Laufe seiner Amtszeit einige Relikte aus der Zeit der Revolution wie z. B. die große Anzahl der so genannten „Nationalfeste“ und den „Dekadenkult“ in St. Peter, die beide sowieso nicht mehr in die nachrevolutionäre napoléonische Zeit passten.
Mackés Karriere als Maire de Mayence ging im Mai 1814 infolge der Belagerung von Mainz nach der Niederlage der Truppen Napoléons bei Leipzig und Hanau 1813 zu Ende. Er blieb nach dem diesmal endgültigen Abzug der französischen Truppen am 4. Mai 1814 noch 16 Tage im Amt, welches nun wieder Bürgermeister genannt wurde. Am 19. Mai wurde der 58-jährige Franz Konrad Macké durch die neue provisorische preußische Administration abgesetzt. Sein Nachfolger wurde Franz Freiherr Gedult von Jungenfeld, ein konservativer Vertreter eines alten Mainzer Adelsgeschlechts. Als Begründung wurde Mackés fortgeschrittenes Alter genannt, allerdings verweigerte man ihm das ihm zustehende Ruhegeld. Dass Mackés frankophile Haltung und sein politisches Wirken unter Napoléon der eigentliche Hauptgrund für die Absetzung waren, zeigte eine kurz darauf erfolgte Anschuldigung an den ehemaligen Maire. Es wurde behauptet, Macké hätte Münzen aus dem städtischen Münzkabinett veruntreut und die städtischen Interessen bei einer Immobilienübertragung beeinträchtigt. Vor Gericht wurde Macké in beiden Punkten allerdings freigesprochen. Franz Konrad Macké zog sich daraufhin vorerst aus dem politischen und öffentlichen Leben zurück.

## Bürgermeister von Mainz (1831–1834)
Laut dem Beschluss des Wiener Kongresses wurde Mainz 1816 dem Großherzogtum Hessen-Darmstadt angegliedert, und Macké wurde wieder im Justizwesen des Großherzogtums beschäftigt. Zurück in das politische Leben von Mainz trat Franz Konrad Macké nochmals im Jahr 1831. Zum damaligen Zeitpunkt hatte sich das politische Klima wieder gewandelt. Demokratisch-liberale Strömungen im Vorfeld des Hambacher Festes in Deutschland einerseits und wieder aufkeimende Sympathien für Frankreich andererseits sorgten für ein geeignetes politisches Umfeld für den nun fast 75-jährigen Macké, der mittlerweile Grossherzoglich-Hessischer Obergerichtsrat war. Er löste bei den Bürgermeisterwahlen den konservativen Franz Edmund Freiherr Gedult von Jungenfeld als gewählter Bürgermeister ab.
Allerdings währte seine zweite politische Karriere als Mainzer Bürgermeister nicht sehr lange. Aufgrund des Alters agierte Macké nicht mehr sehr erfolgreich im Amt und es kam zu ständigen Reibereien mit Mitgliedern des Stadt- und Gemeinderates. Sein Rücktrittsgesuch vom 2. Oktober 1833 wurde angenommen; seine Amtszeit lief am 31. März 1834 ab. Nach diesem kurzen politischen Engagement zog sich Macké wieder in den Ruhestand zurück. Am 17. März 1844 starb Franz Konrad Macké in Mainz.

## Das Wirken Franz Konrad Mackés in Mainz
Franz Konrad Macké wirkte vor allem in seiner Zeit als Maire von Mayence unter dem Präfekten Jeanbon St. André in Mainz. Diesen beiden, vor allem aber Macké als Stadtoberhaupt, verdankt die Stadt zahlreiche, heute noch wichtige Neuerungen. Auch gab es in Mackés Amtszeit als Maire gravierende Veränderungen in der Stadt. So veränderte 1802 die Säkularisation das bis dahin kirchlich geprägte Bild von Mainz, wobei anzumerken ist, dass bereits in den 1780er Jahren unter Kurfürst Friedrich Karl Joseph von Erthal mehrere Klöster zugunsten des Universitätsfonds aufgelöst wurden. Doch diesmal waren die Auswirkungen wesentlich dramatischer und Mainz wurde endgültig zu einer bürgerlich geprägten Stadt. Von dem Verkauf der eingezogenen Kirchengüter (dem so genannten Nationalgüterverkauf) profitierte auch Macké ganz persönlich: Er erwarb das Franziskanerkloster als privates Eigentum.
Aufgrund der Anweisungen des Präfekten kaufte die Stadt Mainz auch das Gelände des ehemaligen Dalheimer Klosters für die neue außerstädtische Friedhofsanlage auf. Am 30. Mai 1803 wurde der neue „Aureus“-Friedhof unter der Präfektur von Jeanbon St. André und dem Maire Macké eingeweiht, die beide dort auch ihre letzte Ruhe fanden.
1805 wurde erstmals nach langer Zeit wieder das Stadtgebiet vergrößert. Das bis dahin in Union mit Bretzenheim eigenständige Zahlbach wurde zur Stadt Mainz eingemeindet. Mackés Pläne gingen allerdings weiter: Unter seiner Leitung fasste der Stadtrat am 16. Februar 1804 den Beschluss, die Dörfer Weisenau, Mombach und Bretzenheim (mit Zahlbach) einzugemeinden. Dies scheiterte jedoch am heftigen Widerstand der dortigen Gemeinderäte, so dass der Stadtrat seinen Beschluss wieder zurückzog. Macké musste sich nach einem zweiten Vorstoß im November 1804 mit der Eingemeindung des Zahlbacher Gebietes begnügen. Der 1809 eröffnete Mainzer Freihafen wiederum belebte die seit dem Ende des Kurfürstenzeit niederliegende Wirtschaft von Mainz.
In seiner späteren Amtszeit als Bürgermeister von Mainz förderte Macké die ersten Aktivitäten, die zur Errichtung des Gutenbergdenkmals auf dem Höfchen führten. Er benannte als Bürgermeister von Mainz fünf Vertreter der Stadtverwaltung, die mit der privaten Commision zur Errichtung eines Denkmals in Mainz für Johann Gutenberg zusammenarbeiteten, die daraufhin bereits im Dezember 1831 ihre Arbeit beginnen konnte. 1833 wurde gegen Ende seiner Amtszeit das Städtische Theater fertiggestellt.
Auch für die Verschönerung der seit 1793 in weiten Teilen zerstörten Stadt setzte sich Macké ein. So geht die Bepflanzung des Rheinufers mit Laubbäumen auf seine Anweisungen zurück. Der erste Baum wurde von ihm eigenhändig am 9. November 1801 gepflanzt.

## Grab auf dem Mainzer Hauptfriedhof

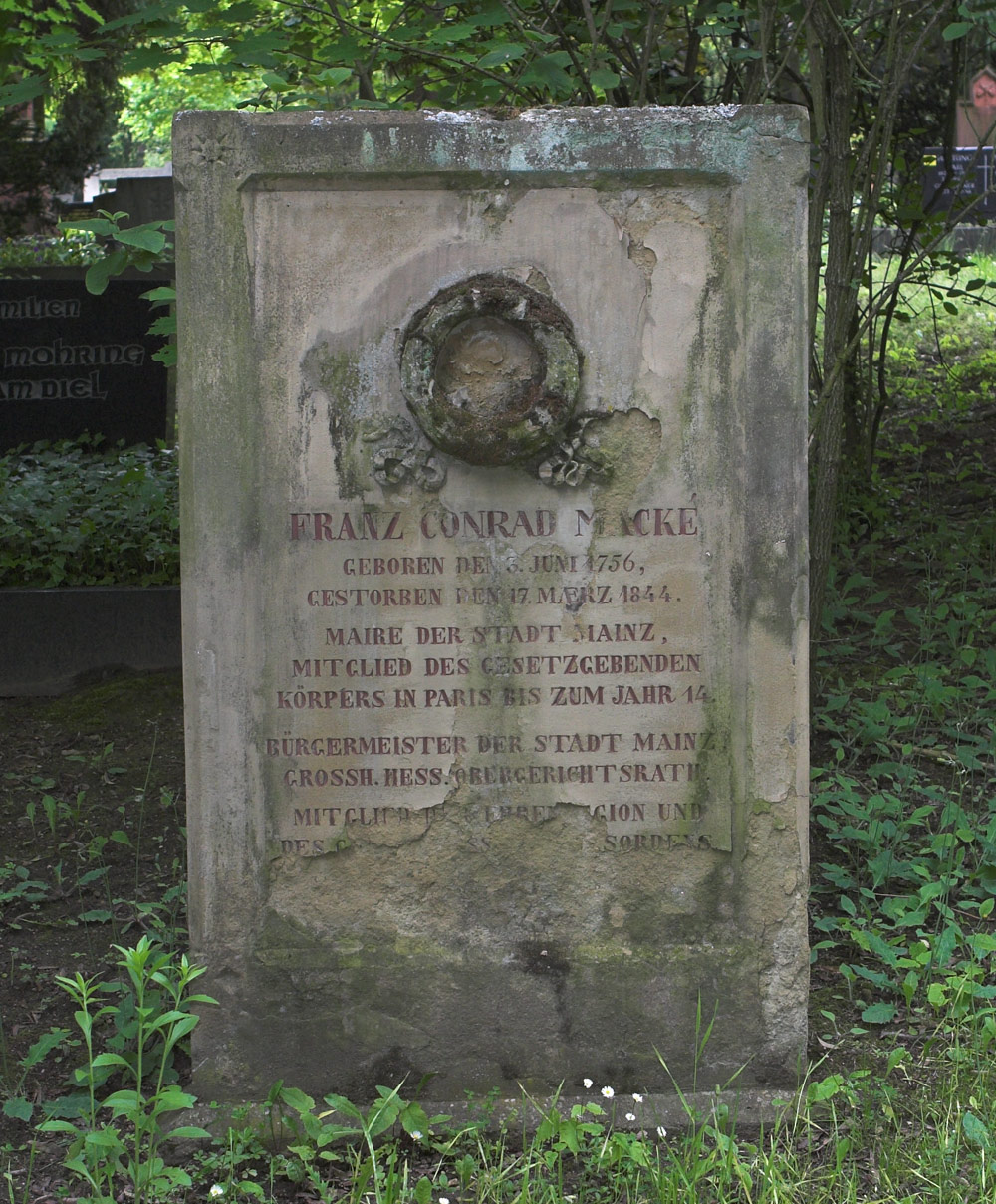
Grab von Franz Konrad Macké auf dem Mainzer Hauptfriedhof

Franz Konrad Mackés Grab ist auf dem Mainzer Hauptfriedhof noch erhalten, wenn auch in den letzten Jahren die Inschrift am Grabstein durch Umwelteinflüsse stark zerstört wurde. Die Grabinschrift lautete im Original:
Franz Conrad Macké

Geboren den 3. Juni 1756,

Gestorben den 17. Maerz 1844.
Maire der Stadt Mainz,

Mitglied des Gesetzgebenden

Körpers in Paris bis zum Jahr 14.
Bürgermeister der Stadt Mainz.

Grossh. Hess. Obergerichtsrath.

Mitglied der Ehrenlegion und

des Grossh. Hess. Ludwigsordens.

Denkmal der Kindesliebe.